# Мирослав Цера Михаиловић
Мирослав Цера Михаиловић (Преображење, 16. април 1955) је српски песник.

## Живот
Рођен је 1955. у месту Преображење код Врања. Поезију објављује од 1974. Сарађује са многим часописима и новинама: Политика, Борба, Наша борба, Данас, Вечерње новости, Политика експрес, Књижевне новине, Књижевна реч, Песничке новине, Студент, Младост, Народне новине, Нин, Дуга, Летопис матице српске, Српска зора, Печат, Златна греда, Повеља, Бдење, Траг, Кораци ... Заступљен у школским уџбеницима, бројним домаћим и страним зборницима и антологијама. Превођен и награђиван.
Приредио је Изабрана дела Борисава Станковића I-III, Плутос, Врање 2014. О његовом стваралаштву, поводом Змајеве награде, објављен је зборник радова ’’Поезија Мирослава Цере Михаиловића’’ (Матица Српска, Нови Сад, 2011).
Бави се уређивачким радом. Опстаје у Врању, упркос чарима и богатству неодољиве естетике зла.

## Награде и признања
- Награда „Печат вароши сремскокарловачке”, за књигу песама Метла за по кућу, 1993.
- Награда „Драинац”, за дијалекатску поезију, 2001.
- Змајева награда, за књигу песама Сол на рану, 2004.
- Награда „Заплањски орфеј”, за песму Оно ништа, 2009.
- Награда „Кондир Косовке девојке”, 2010.
- Награда „Змајев песнички штап”.[1]
- Награда „Ђура Јакшић”, за књигу песама Длака на језику, 2015.
- Награда „Стеван Пешић”, за књигу поезије Поглед са коца, 2016.
- Награда „Бранко Ћопић”, за књигу песама Поглед са коца, 2017.[2]
- Награда „Златни прстен”, Скопље, 2018.[3]
- Плакета Удружења књижевника Србије са ликом Симе Матавуља, 2019.[4]
- Награда „Жичка хрисовуља”, 2024.[5]

## Дела
У издању Матице српске је објављен зборник радова „Поезија Мирослава Цере Михаиловића“ (2011).
- Трчи народ, Књижевна омладина Србије, Београд, 1983.
- Књига четворице, Нова Југославија, Врање, 1985.
- Паника, Јединство, Приштина, 1987.
- Проблем бр. 1 (за децу), Слободна књижевна породица, Врање, 1988.
- Ђаво преже ата, Градина, Ниш, 1990.
- Прилике су такве, Књижевне новине, Београд, 1990.
- Метла за по кућу, Матица српска, Нови Сад, 1993.
- Крпене на утробата, Пан, Софи], 1996.
- Лом, Филип Вишњић, Београд, 1999.
- Свртка у Несврту, Народна књига, Београд, 2000.
- Крај ће каже, Народна књига, Београд, 2003.
- Сол на рану, Филип Вишњић, Београд, 2004.(два издања)
- Кључне тачке, Српска књижевна задруга, Београд, 2004.
- Довде ми је више (за децу), Завод за уџбенике, Београд, 2007.
- Паника у парламенту (плакета), Слободна књижевна породица, Врање – Преображење, 2010.
- Сличице из Липсандрије, Албатрос плус, Београд 2010.
- Трчи народ (друго, измењено и допуњено издање), Књижевно друштво "Свети Сава", Београд 2013.
- Длака на језику , Народна библиотека "Стефан Првовенчани", Краљево, 2014.
- Поглед са коца, Каирос, Сремски Карловци, 2016.
- Падање са дна, Каирос, Сремски Карловци, 2017.